# Erginus rubellus
Erginus rubellus är en snäckart som först beskrevs av Fabricius 1780.  Erginus rubellus ingår i släktet Erginus och familjen Lottiidae. Inga underarter finns listade i Catalogue of Life.